# Região Geográfica Imediata de Lavras

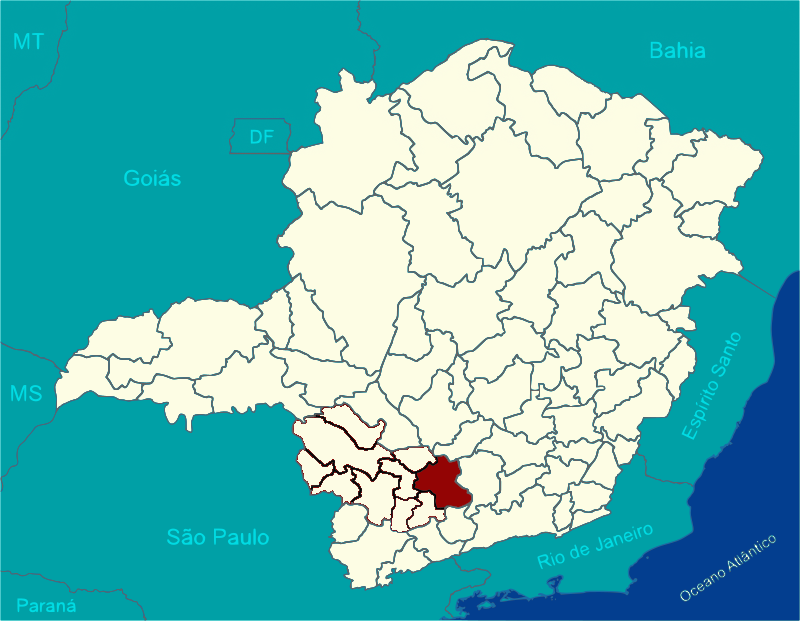
Região Geográfica Imediata de Lavras.

A Região Geográfica Imediata de Lavras é uma das 70 regiões geográficas imediatas do Estado de Minas Gerais, uma das dez regiões geográficas imediatas que compõem a Região Geográfica Intermediária de Varginha e uma das 509 regiões geográficas imediatas do Brasil, criadas pelo IBGE em 2017.

## Municípios
É composta por 14 municípios:
- Bom Sucesso

- Cana Verde

- Carrancas

- Ibituruna

- Ijaci

- Ingaí

- Itumirim

- Itutinga

- Lavras

- Luminárias

- Nepomuceno

- Perdões

- Ribeirão Vermelho

- Santo Antônio do Amparo

## Estatísticas
Tem uma população estimada pelo IBGE para 1.º de julho de 2017 de 227 973 habitantes, área total de 5 272,657 km² e densidade demográfica de 43,2 habitantes/km².